# Gilbertus Anglicus
Gilbertus Anglicus (auch Gilbert of England und Gilbertus de Aquila; * um 1180; † um 1250) war ein englischer Mediziner und Verfasser eines medizinischen Kompendiums.

## Leben
Gilbertus Anglicus studierte in England. Es wird angenommen, dass er auch in Salerno studiert hat, eventuell sogar bei Roger von Parma. An der Schule von Montpellier wirkte er als Kanzler.

## Werk und Rezeption
In seinem siebenteiligen zwischen 1230 und 1240 entstandenen Werk Compendium medicinae (auch als Lilium oder Laurea medicinae sowie Laurea anglicana und Gilbertina bezeichnet) legte der auch als päpstlicher Leibarzt tätig gewesene Gilbertus erstaunlichen Wert auf chirurgische Fragen, obwohl Medizin und Chirurgie zu seiner Zeit noch recht streng getrennt wurden.
Große Teile des etwa im 13. Jahrhundert an der Universität von Paris zum Unterrichtsstoff gehörenden Kompendiums finden sich unter anderem im deutschsprachigen „Arzneibuch“ des Ortolf von Baierland wieder.

## Werke
- Compendium medicinae (um 1235) 
  - Erstdruck: Michael de Capella: Compendium medicine Gilberti anglici tam morborum universalium, quam particularium nondum medicis sed et cyrurgicis utilissimum. Lyon (J. Saccon für V. de Portonariis) 1510.